# 劉遜 (成化進士)
劉遜（1452年—？），字時讓，江西吉安府安福縣人，儒籍，明朝政治人物。進士出身。

## 生平
早年出身縣學增廣生，江西鄉試第十七名。成化十四年（1478年）戊戌科會試第一百八十三名，殿試登進士第三甲第一百五十三名，因姜綰事連坐，貶為澧州判官，后遷武岡知州。之後因得罪岷王，被下詔獄，貶為四川行都司斷事，歷湖廣按察使司副使。后因劉瑾索賄不得，連坐逮捕，之後釋放。劉瑾被誅后，起用任福建按察使。

## 家族
曾祖父劉子懋。祖父劉素絢，曾任封給事中。父亲劉倫徽。母王氏。永感下。